# Dendroplex
Dendroplex (лат.) — род птиц семейства печниковых. Долгое время входил в род мечеклювов, но недавно было подтверждено его своеобразие.
Представители этого рода — среднего размера, длиной от 20 до 22 см. Главной особенностью, которая отличает их от рода мечеклювов, где они были ранее размещены, является их прямой, кинжаловидный профиль клюва, имеющий окрас от цвета слоновой кости до бледно-розового. Оперение каштановое и бурое, с рифлёностью на голове и пятнистостью на груди. Обитают в различных лесах, но предпочитают полуоткрытые галерейные леса.
Содержит следующие виды:
- Чешуегрудый мечеклювый древолаз (Dendroplex picus), ранее Xiphorhynchus picus (Gmelin, 1788);
- Бразильский мечеклювый древолаз (Dendroplex kienerii), ранее Xiphorhynchus necopinus (Zimmer, 1934).